# Lonely Planet (dal)
A Lonely Planet (magyarul: Magányos bolygó) a Dorians örmény együttes dala, amellyel Örményországot képviselte a 2013-as Eurovíziós Dalfesztiválon, Malmőben. A dal a február 20-án, az örmény dalválasztó műsorban, az Evratesilben megszerzett győzelemmel érdemelte ki a dalversenyen való indulás jogát

## Eurovíziós Dalfesztivál

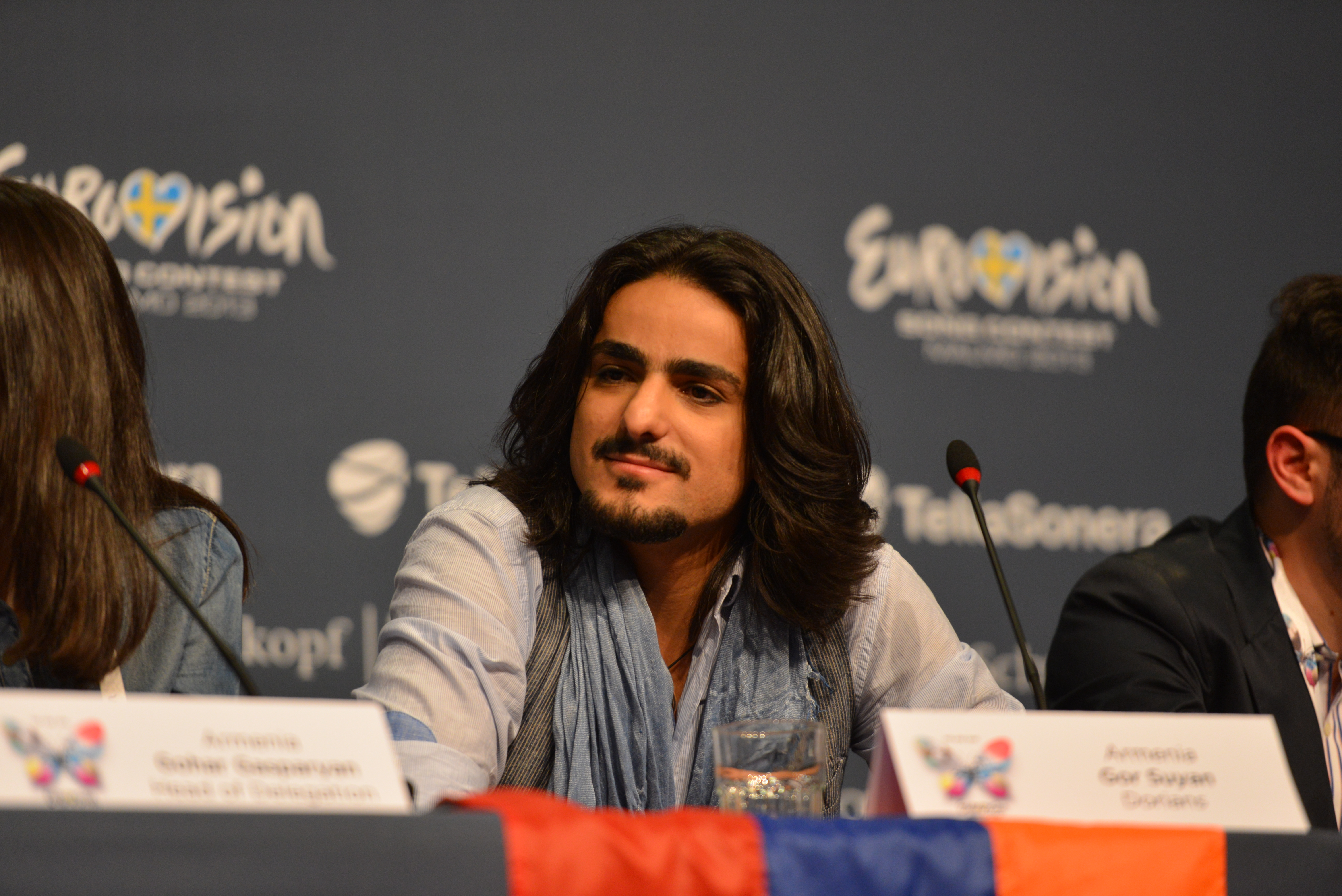
Gor Sujyan a dalfesztivál egyik sajtótájékoztatóján

2013. január 22-én az Örmény Közszolgálati Televízió bejelentette, hogy Gor Sujyant, a Dorians frontemberét választották ki, hogy képviselje Örményországot a következő Eurovíziós Dalfesztiválon. A február 20-án rendezett dalválasztó műsorban a zsűri és a nézők szavazatai alapján a Lonly Planet című dal kapta a legtöbb szavazatot, így ez a szerzemény képviselhette Örményországot.
Az Eurovíziós Dalfesztiválon a dalt először a május 16-án rendezett második elődöntőben adták elő, fellépési sorrendben tizenegyedik, a Magyarországot képviselő ByeAlex Kedvesem című dala után és az Izraelt képviselő Moran Mazor Rak bishvilo című dala előtt. Az elődöntőből hetedik helyezettként sikeresen továbbjutott a május 18-i döntőbe, ahol fellépési sorrendben tizenkettedikként lépett fel, a Hollandiát képviselő Anouk Birds című dala után és a Németországot képviselő Cascada Glorious című dala előtt. A szavazás során összesítésben 41 ponttal a verseny tizennyolcadik helyezettje lettek.
A következő örmény induló Aram Mp3 Not Alone című dala volt a 2014-es Eurovíziós Dalfesztiválon.

### Kapott pontok
Második elődöntő
| Össz | Szavazó országok | Szavazó országok | Szavazó országok | Szavazó országok | Szavazó országok | Szavazó országok | Szavazó országok | Szavazó országok | Szavazó országok | Szavazó országok | Szavazó országok | Szavazó országok | Szavazó országok | Szavazó országok | Szavazó országok | Szavazó országok | Szavazó országok | Szavazó országok | Szavazó országok | Szavazó országok |
| Össz | Lettország       | San Marino       | Macedónia        | Azerbajdzsán     | Finnország       | Málta            | Bulgária         | Izland           | Görögország      | Izrael           | Magyarország     | Norvégia         | Albánia          | Grúzia           | Svájc            | Románia          | Franciaország    | Németország      | Spanyolország    |                  |
| ---- | ---------------- | ---------------- | ---------------- | ---------------- | ---------------- | ---------------- | ---------------- | ---------------- | ---------------- | ---------------- | ---------------- | ---------------- | ---------------- | ---------------- | ---------------- | ---------------- | ---------------- | ---------------- | ---------------- | ---------------- |
| 69   | 1                |                  |                  |                  |                  | 8                | 8                |                  | 7                | 8                |                  | 4                |                  | 10               |                  | 5                | 12               | 6                |                  |                  |

Döntő
| Össz | Szavazó országok | Szavazó országok | Szavazó országok | Szavazó országok | Szavazó országok | Szavazó országok | Szavazó országok | Szavazó országok | Szavazó országok | Szavazó országok | Szavazó országok | Szavazó országok | Szavazó országok | Szavazó országok   | Szavazó országok | Szavazó országok | Szavazó országok | Szavazó országok | Szavazó országok | Szavazó országok | Szavazó országok | Szavazó országok | Szavazó országok | Szavazó országok | Szavazó országok | Szavazó országok | Szavazó országok | Szavazó országok | Szavazó országok | Szavazó országok | Szavazó országok | Szavazó országok | Szavazó országok | Szavazó országok | Szavazó országok | Szavazó országok | Szavazó országok | Szavazó országok |
| Össz | Franciaország    | Litvánia         | Moldova          | Finnország       | Spanyolország    | Belgium          | Észtország       | Fehéroroszország | Málta            | Oroszország      | Németország      | Hollandia        | Románia          | Egyesült Királyság | Svédország       | Magyarország     | Dánia            | Izland           | Azerbajdzsán     | Görögország      | Ukrajna          | Olaszország      | Norvégia         | Grúzia           | Írország         | Ausztria         | Szlovénia        | Horvátország     | Montenegró       | Ciprus           | Szerbia          | Lettország       | San Marino       | Macedónia        | Bulgária         | Izrael           | Albánia          | Svájc            |
| ---- | ---------------- | ---------------- | ---------------- | ---------------- | ---------------- | ---------------- | ---------------- | ---------------- | ---------------- | ---------------- | ---------------- | ---------------- | ---------------- | ------------------ | ---------------- | ---------------- | ---------------- | ---------------- | ---------------- | ---------------- | ---------------- | ---------------- | ---------------- | ---------------- | ---------------- | ---------------- | ---------------- | ---------------- | ---------------- | ---------------- | ---------------- | ---------------- | ---------------- | ---------------- | ---------------- | ---------------- | ---------------- | ---------------- |
| 41   | 7                |                  | 1                |                  |                  |                  |                  | 2                | 1                | 2                |                  |                  |                  |                    |                  | 3                |                  |                  |                  |                  | 6                |                  |                  | 10               |                  |                  |                  |                  |                  |                  |                  |                  | 1                |                  | 8                |                  |                  |                  |